# Gwiazdy nad Warmią

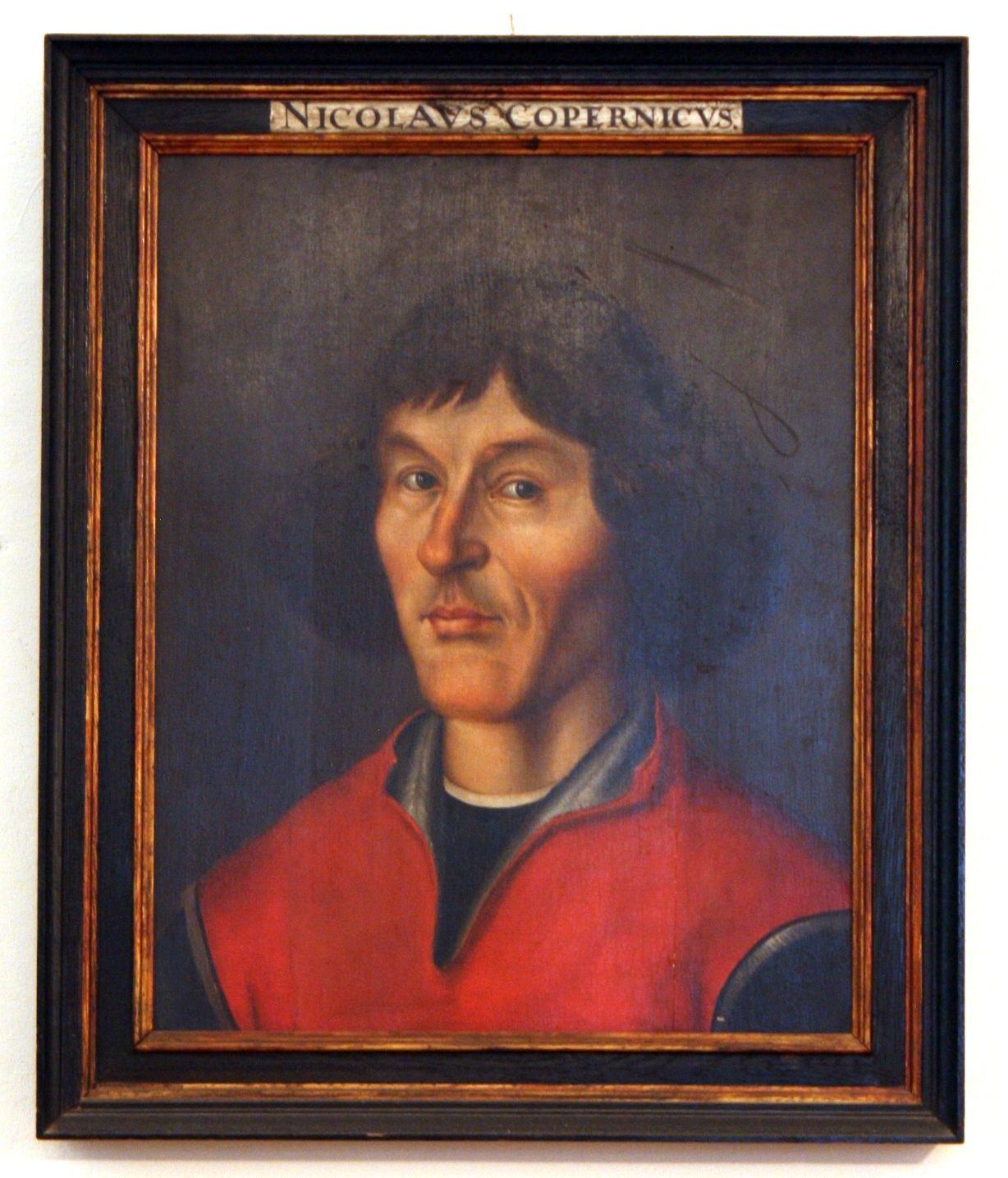
Portret Kopernika na Zamku Olsztyńskim

Gwiazdy nad Warmią – zbiór 10 opowieści historyczno-biograficznych poświęconych Mikołajowi Kopernikowi autorstwa Edwarda Ligockiego. Ukazał się w 1956.
Utwory przedstawiają wiele mniej znanych epizodów z życia Kopernika. Wiele uwagi poświęcono też otoczeniu i przyjaciołom uczonego oraz warunkom, w jakich powstawało jego dzieło.